# 第二战区民族革命战争战地总动员委员会
第二战区民族革命战争战地总动员委员会（简称“战动总会”）是抗日战争初期经阎锡山同意，由中国共产党、阎锡山方面及其他方面联合组成的第二战区具有半政权性质、拥有自己的武装部队的抗日统一战线组织。活动范围达68个县。主任委员续范亭。。

## 历史
1937年7月七七事变发生，抗日战争全面爆发。中共中央派出周恩来、刘少奇、朱德、彭德怀、邓小平、徐向前、彭雪枫、程子华、南汉宸1937年9月5日抵达太原同阎锡山商谈合作抗日事宜。周恩来赴代县太和岭口的第二战区司令长官行营（即“第二战区前敌指挥部”），后在太原同阎锡山多次会谈八路军开入山西省配合作战事项。会谈期间，周恩来向阎锡山提议在第二战区范围内成立第二战区民族革命战争战地总动员委员会。阎锡山同意在日本占领地区开展全民总动员，以便配合正面战场展开游击战，并创建敌后抗日根据地。双方协商确定战动总会的活动范围是：雁门关外18县（天镇县、阳高县、大同县、怀仁县、广灵县、灵邱县、浑源县、应县、山阴县、朔县、平鲁县、左云县、右玉县、繁峙县、代县、宁武县、神池县、偏关县）、察南5县（蔚县、阳原县、怀安县、宣化县、涿鹿县）以及绥远省。后来由于日军不断进攻，战区扩大至忻口，故又增加晋北12县（五台县、定襄县、静乐县、岢岚县、岚县、忻县、兴县、保德县、河曲县、临县、五寨县、崞县）。
1937年9月20日，战动总会在太原市侯家巷山西大学礼堂召开了成立大会，续范亭主持大会，周恩来在大会上作长篇报告并亲自拟定战动总会工作纲领五项十七条三十款获得阎锡山的批准。
根据双方的协议，战动总会由八路军和山西省、绥远省、察哈尔省军政首脑和社会贤达、名流共25位委员组成。其中八路军代表4人，阎锡山方面代表3人，社会名流5人，东北救亡总会学联代表1人，中国国民党改组派人士2人，察哈尔省政府主席的代表2人，绥远省代表2人，国民革命军第三十五军代表1人，山西第二行政区专员1人，山西第四行政区专员1人，牺牲救国同盟会代表1人，主张公道团代表2人。
中共中央派出邓小平、彭雪枫、程子华、南汉宸作为八路军代表，另外有许多中共党员出任战动总会各部部长以及各地动委会负责人。中共在战动总会内部秘密成立了领导机构——战动总会党团，书记为程子华（1938年底程子华调离，南汉宸继任书记），委员为南汉宸、武新宇。战动总会党团领导中共党员执行中共的抗日民族统一战线政策及战动总会工作纲领。周恩来亲自制定并得到阎锡山批准的战动总会工作纲领的要点为：（一）组织并武装民众，开展游击战；（二）实行减租减息，合理负担，改善人民生活；（三）实行民主政治，扶植抗日言论、出版、集会之自由。
战动总会成立后，受到八路军主力支持，不断扩大活动范围，在晋西北、晋东北、晋中、晋东南、察南、雁北、冀西、绥中、绥东、绥西的68个县内，普遍成立了县、区、村动委会，并且设立晋绥边区办事处、晋察绥边区工作委员会、察南雁北敌区工作团。为打消阎锡山担心战动总会撤换各地的旧县长，周恩来保证“只动员群众，不干涉县政”，并指示抓紧区、村两级的战地动员，做好基层组织和武装工作。对于配合战动总会工作的旧县长，就选举为县动委会主任，党员作副主任；对于弃职逃走的县长，县动委会暂代县政府工作并公推县长人选请示阎锡山批准。各地动委会帮助中共地方党组织在上述各地改造旧政权，成立抗日政权，并且成立工人救国会、农民救国会、青年救国会、妇女救国会、抗日儿童团等抗日组织。
1937年11月5日战动总会撤出太原，经交城、离石，驻扎岢岚县。
战动总会迅猛发展组建了25个基干游击队2.1万人（其中大学生160余人，中学生1500余人，其余大部分是贫苦农民，少部分是工人、知识青年与阎军溃兵）和65400多人的自卫队。这些武装不属于山西新军，不隶属于晋绥军建制系统，八路军和中共党组织分别派出215名军事干部、130余党员以公开身份与真名在战动总会领导的抗日部队中工作。阎锡山的第二战区不发一枪一弹一文钱。各支队设政治主任，营设政治教导员，连设政治指导员，排设政治干事，班设政治战士。
日军占领同蒲铁路全线之后，不但开展军事进攻，还同时向蒋介石、阎锡山开展政治诱降。蒋介石、阎锡山此时也对中共领导下的民众抗日感到警觉，开始压制战动总会的抗日活动及其领导下的抗日武装。1938年3月，阎锡山任命续范亭为山西省保安二区司令，派亲信郝梦九为保安二区政治主任，朱耀武任参谋长，把战动总会所属的25个游击支队缩编为8个支队，活动范围限制在保安二区13个穷县境内。。中共中央为保持抗日统一战线大局，同意阎锡山改编命令，原游击第1路纵队编余2个营和临县游击支队，文水、交城游击支队及战动总会1个服务中队共1800余人，编入120师游击第四支队；察绥抗日游击军（辖4个支队）转隶属八路军晋察冀军区；离石游击支队1100余人划归保安四区，合编为政卫总队；使得缩编后8个支队共约13000余人在极端贫困的续范亭保安二区建制内坚持抗战。保安二区党的工作，受中共晋西北省委领导。  
- 保安1支队：将原战动总会游击第1路纵队1、2、3支队合编。下辖3个营，每营编4个连。1938年10月，保安1支队由晋中转至晋西北苛岚、五寨地区整训。副支队长周平（八路军干部，牺牲）
- 保安2支队：游击第1路纵队游击5支队与岚县游击支队合编。下辖2个营；
- 保安3支队：战动总会武装自卫总队改编。下辖3个营1400余人。1938年6月调归决死4纵队编为游击7团。
- 保安4支队：游击4支队改称。下辖4个连。1938年8月2日太原成成中学师生组成的保安第4支队调阎锡山管辖不到的绥远参与开辟大青山抗日根据地
- 保安5支队：战动总会游击3支队与宁武县二区自卫队合编。下辖2个营和1个补充大队。
- 保安6支队：战动总会游击10支队改编。下辖3个营；
- 保安7支队：于武、朔县游击队合编。下辖1个营另2个连；
- 保安8支队：绥蒙游击队与保德、忻县游击队合编。下辖4个连；
- 保安二区司令部特务队：岢岚游击队改编

1938年6月10日至21日，召开了战动总会第一次各县代表大会。总结了9个月的工作：组织起来10万农民干部、5万妇女干部、8万儿童少年干部；群众运动广泛开展；建立了牺盟会中心区：岢岚中心区张国声、临县中心区苏谦益、太原中心区金少英、雁北中心区武养民与屈健、五台中心区等。1938年11月底，在岢岚县召开了晋西北二、四、八区扩大干部会议：三个专员公署，三个保安区司令部，三个牺盟会中心区，战动总会，晋西北三十七县农民救国联合会，新军代表，各县县长、动委会主任、牺盟会特派员，各群众组织负责人共300多人与会，晋西北区党委代表罗贵波以120师民运部长身份出席，阎锡山代表邱仰浚出席，武灵初以二战区高参身份做政治报告，战动总会组织部长南汉宸做总结报告。贺龙、程子华也赶来参与。大会通过14项决议称为晋西北抗日根据地建设大纲。
1939年初，贺龙、关向应率领一二零师主力挺进冀中敌后抗战，留在晋西北的八路军七一四团、警备六团、独立一团、独立二团、独立六支队组建了彭绍辉为旅长、罗贵波为政委的新三五八旅。战动总会武装配合新三五八旅坚持晋西北抗战。
1939年3月阎锡山命令保安二区各支队改编：
- 6、7支队合编为决死13团。后阎锡山下令将决死13团调归11区行政督察专员兼保安司令杨集贤指挥。
- 1支队改编为36团
- 2、4支队改编为37团
- 5、8支队合编44团：团长冀聘之，政治主任严尚林，二营营长王化南，教导员张桂。

1939年6月，阎锡山以国民政府命令取消一切名义的动员机关为借口，下令取消了战动总会及各级动委会。1939年7月1日中共中央同意战动总会发布《结束通告》。战动总会外地干部绝大部分离开了晋西北，其中300余人调晋察冀边区，一部分人去延安。在离开前，总结战动总会2年工作，宣传部全体人员留下2个月编写了70万字的《战地总动员》一书蜡纸刻写油印300部传世。1939年7月阎锡山解除了续范亭的保安二区司令职务，战动总会武装改编为暂编第一师，续范亭任师长，参谋处长张希钦（共产党员），政治部主任郝梦九（旧军官）。其余的四个支队划归山西新军决死队。
1939年11月21日，第44团团长冀聘之在第7集团军司令赵承绶策动下，把部队拉进赵承绶的骑兵军防区。11月23日，续范亭亲自率领36、37团，插入骑兵军防区包围了44团。25日在未发一枪情况下，44团全部归建原驻地，仅冀聘之带几个亲信逃走。
1939年12月，发生第二战区消灭山西新军的晋西事变。暂一师配合八路军120师和决死第四纵队取得了晋西北反顽斗争胜利，暂一师正式列入八路军第120师序列。

## 组织序列
- 主任委员：续范亭（1937年9月—？）著名爱国将领，第二战区高参
- 副主任委员：杨集贤（1937年9月—？）山西第二行政区政治主任
- 委员
  - 邓小平（1937年9月—？）八路军政治部副主任
  - 彭雪枫（1937年9月—？）八路军司令部参谋处长兼驻晋办事处主任
  - 程子华（1937年9月—？）中共驻会委员，战动总会党团书记
  - 南汉宸（1937年9月—？）中共驻会委员，战动总会党团成员后继任书记
  - 王尊光（1937年9月—？）阎锡山方面代表，山西省政府秘书长
  - 梁化之（1937年9月—？）阎锡山方面代表
  - 郭宗汾（1937年9月—？）阎锡山方面代表，第71师师长
  - 李公朴（1937年9月—？）全国救国会七君子之一
  - 侯外庐（1937年9月—？）社会名流
  - 周北峰（1937年9月—？）社会名流
  - 武新宇（1937年9月—？）社会名流
  - 续范亭（1937年9月—？）著名爱国将领，第二战区高参
  - 高崇民（1937年9月—？）东北民主人士
  - 郭任之（1937年9月—？）国民党改组派
  - 郭春涛（1937年9月—？）国民党改组派
  - 张砺生（1937年9月—？）察哈尔省政府主席
  - 阮慕韩（1937年9月—？）社会名流
  - 潘秀仁（1937年9月—？）绥远省代表
  - 阎伟（1937年9月—？）绥远省代表
  - 常佩山（1937年9月—？）第35军代表
  - 杨集贤（1937年9月—？）山西第二行政区政治主任
  - 武灵初（1937年9月—？）山西第四行政区政治主任
  - 张干丞（1937年9月—？）牺盟会代表
  - 薄右丞（1937年9月—？）阎锡山方面代表，主张公道团团长
  - 郝梦九（1937年9月—？）社会名流，阎锡山亲信
- 组织部 
  - 部长：南汉宸
  - 副部长：梁化之（未到职）
- 宣传部 
  - 部长：李公朴（未到职）
  - 副部长：薄佑丞（未到职）
  - 编辑科长：赵宗复（代理宣传部长，地下党员，1937年9月—1938年1月或2月）/段云 (代理宣传部长，1938年初-）
- 人民武装部：先后办了五期游击干部训练班，培训干部1060人。 
  - 部长：程子华（战动总会中共党团书记）（1937年9月—冬）
  - 副部长：郭宗汾（未到职）
  - 副部长：唐天际（1937年9月—12月）
- 铲除汉奸部 
  - 部长：郭任之（1937年9月—1939年7月，后入党）
- 动员分配部 
  - 部长：王尊光（未到职）
  - 副部长：武新宇（1937年9月—1938年7月，地下党员，战动总会党团成员）
- 总务处 
  - 处长：郝梦九（1937年9月—1938年3月）阎锡山亲信
  - 副处长：高孟清（1938年—1938年10月）
- 晋东北特派员：邓小平、罗荣桓、刘定庵(刘奠基)
- 晋西北特派员：罗贵波、曾三、张干丞[2]

### 下属组织
- 晋绥边区办事处：辖区为山西省的朔县、平鲁、左云、右玉四县全部，大同、怀仁、山阴三县的西部，绥南的凉城、和林、清水河、丰镇四县的南部。中共晋绥边工委、牺盟会雁北工作委员会、八路军一二零师宋时轮支队1938年5月调平西，警备六团在绥南活动，在雁北组建了八路军一二零师独立六支队。绥察游击军也在雁北。1938年6月成立晋绥边区办事处。
  - 主任：朱宝琛（1938年6月—12月，调绥察游击军第一支队任参谋长，战斗牺牲）/郑季翘（1939年1月—6月）
  - 副主任：曲小枫（1938年8月—1939年3月）
- 晋察绥边区工作委员会：配合开辟大青山抗日根据地。1939年9月改称八路军绥蒙总动员委员会。1940年6月组建绥中专员公署，专员武达平
  - 主任：武新宇（1938年7月—1939年5月） 中共大青山特委书记/王廷弼/武达平
  - 副主任：刘墉如（1937年9月—1940年5月）游击第四支队支队长兼政委
  - 副主任：王廷弼（1939年3月—1940年7月）
  - 组织部长武达平，中共大青山特委委员
  - 宣传部长张晋勋，中共大青山特委委员
  - 人民武装部长李维中，中共大青山特委委员
  - 动员分配部长乔凤山
- 察南雁北敌区工作团（1939年1月—9月）：1938年秋日军对晋察冀25路围攻后，雁北东部地区形势恶化，成为“确保治安区” ，至1939年1月各县全部城镇被日伪占领。1939年1月，察绥游击军第一、第二支队在刘苏、陈凤桐带领下由雁北西部地区转战东部地区，与先期到达山阴县的第十五支队、第一支队工作团会合。1939年2月，战动总会派出焦国鼐率领的80余人组成的察南雁北敌区工作团，从岢岚县出发，经阳曲、盂县、平山、阜平等到达灵丘。1939年9月，为对付阎锡山解散战动总会，晋察冀边区行政委员会设立察南雁北办事处，主任王斐然，与雁北地委驻灵丘县南山独峪一带。
  - 主任：焦国鼐（1939年1月—9月）
  - 副主任：王任山（1939年1月—9月）
  - 组织部长高钦
  - 宣传部长郝一帆
  - 武装部长兼锄奸部长王屏
  - 一队：到应(县)山(阴)县恢复工作。陈凤桐兼任县工委书记，石屏任县长。
  - 二队：到广灵县恢复工作。邹嘉甫任县委书记，刘笈山任县长
  - 三队：到灵丘县工作。
  - 四队：到浑源县工作。
- 绥西区民族革命战争战地总动员委员会(1938年5月—11月）
  - 主任：李维中（1938年5月—11月）
- 绥中区民族革命战争战地总动员委员会
  - 主任：杨植霖
- 绥南区民族革命战争战地总动员委员会（1939年1月或2月—1940年3月）
  - 主任：程仲一（1939年1月或2月—5月）
  - 副主任：冀文广
- 归凉区民族革命战争战地总动员委员会(1938年10月—1940年6月）
  - 主任：任振荃（1938年10月—1940年6月）
  - 主任：安跃芳（1939年6月—8月）[2]

### 武装力量
- 察绥游击军（1937年9月—1938年10月）：1938年10月在太原市组建军部共220余人，军长张砺生（察哈尔省主席）/代理军长郑荔庵，其它领导成员均为共产党员：参谋长宣侠父（未到职）、秘书长郑荔庵（非党员）、副官长刘苏、政治主任阮慕韩/陈凤桐、政治副主任钱应麟。11月随战动总会至离石县。陆续组建5个支队（第一、第二、第四、第五、第十五支队），主要由东北、平津流亡学生组成。张砺生不久赴南京，游击军由战动总会领导。中共从抗大、八路军120师选调了数十名红军干部到该部工作。完全实行八路军的部队管理制度。1938年6月间，军部率领一支队及四支队，由凉城二蛮子沟出发，过平绥铁路挺进绥东丰镇县东山、阳高县北部云门山区活动。1938年10月，由于天气渐冷，为减少群众负担，一支队返回凉城、怀仁、右玉一线活动。1938年11月，第四支队骑兵二大队反水，扣押了游击军领导，导致本地人组成的第五支队溃散，第四支队被日伪军夹击失败。[8]
  - 第一支队：1937年11月在离石县王家坡组成，下辖三个中队，共64人，队长刘苏。在右玉县补充了新兵三四百人。
  - 第二支队：在大怀左县补充了新兵三百多人
  - 第四支队：1938年组成，共百余人。支队长任树林。辖一个中队、特务连、骑兵一大队外，还收编了丰镇县东山的地主联庄武装为骑兵二大队，负责人杨永胜、徐喜、丁中山。
  - 第五支队：1938年8月在丰镇县东部组建。发展到300余人。支队长王兼三。
  - 第十五支队

- 察绥游击纵队（1938年10月—1939年1月）

因察绥游击军四支队骑兵二大队叛变，军部及四支队、五支队遭袭溃散。经八路军一二○师三五九旅帮助，残余部队改编为察绥游击纵队，下辖第一支队、二支队、十五支队。 
- - 纵队长：刘苏

- 察绥独立游击支队（1939年1月—9月）

因察绥游击纵队二支队二大队长叛变，打死二支队支队长张克恭，第一支队、二支队、十五支队等部队合编成察绥独立游击支队。 
- - 支队长：刘苏
  - 政治委员：陈凤桐

- 雁北支队（1939年9月—1940年5月）

1939年9月，察绥游击支队和八路军一二○师三五九旅雁北支队合编成雁北支队。1940年5月间，雁北支队内部原属三五九旅所部奉调回延安，雁北支队余部划归晋察冀军区第五军分区。 
- - 司令员：刘苏
  - 政治委员：陈凤桐
  - 副司令员：徐国贤
  - 副政治委员：谭文邦[2]

- 抗日游击第一路纵队：在晋中地区活动的五个支队于1938年元旦组建战动总会抗日游击第一路纵队，原红二十九军军长谢嵩任第一路纵队司令，代司令兼政治主任谭公强（八路军干部，牺牲），参谋长周平（八路军干部，牺牲）。谢嵩后因车祸逝世，程子华兼任司令员。实有3000余人。活动在汾阳、交城、文水、清源、太原、榆次、太谷、祁县等晋中平川地区作战一年，牺牲指战员200多人，打出了一支“铁军”。
  - 游击第1支队：由战动总会游击干部训练班部分学员和交城游击队编成
  - 游击第2支队：由太原游击队和清太游击队编成。支队长高永祥，政治副主任郭本挺（八路军干部，牺牲）
  - 游击第3支队：由文水游击队编成 发展到600余人。支队长刘森堂（八路军干部，牺牲），政治主任严尚林
- 游击第4支队：太原成成中学师生340余人组成“山西太原成成中学师生抗日游击队”。后改编为游击第4支队，支队长兼政委刘墉如（校长，党员），军事教官冯富厚（八路军干部），政治教官杜心源、曹振之。1938年2月，第4支队北上山西岢岚，在晋西北北线活动。3月，配合八路军120师收复晋西北7县城的战斗。1938年10月，4支队配属八路军120师358旅715团随李井泉开辟大青山抗日根据地。
  - 游击第5支队：由战动总会政治服务队和汾阳游击队编成。后来岚县游击队也编入。调晋西北北线活动。支队长孙兴华
  - 直属特务大队，大队长李国璋，副大队长蔚文
  - 直属挺进大队，大队长李文忠
- 游击第1支队（第二个）
- 游击第2支队（第二个)
- 游击第6支队
- 游击第7支队
- 游击第8支队
- 游击第10支队
- 游击第11支队
- 游击第12支队
- 游击第13支队
- 游击第14支队
- 工人武装自卫队
- 政治保卫队1100人

## 评价
1937年9月八路军挺进山西、战动总会成立, 使“危如累卵”的山西抗战形势出现转机。随后发生了平型关战役。1937年9月29日, 毛泽东给周恩来、朱德等发电报，指出:“山西将成为华北的特殊局面, 这根本的是因为有红军, 其次则是阎锡山与我们结合起来。由于这两个力量的结合, 将造成数百万人民的游击战争。”一个月后, 毛泽东向英国记者发表谈话:“进入山西的日本军队, 现在在战略上是在八路军和其他中国军队的四面包围之中。我们可以断言, 日军在华北今后将遇到最坚强的抵抗。日军要在山西横行, 必然将遇到它前所未有的困难。”